# Attaque contre un commissariat de Joué-lès-Tours de 2014
L'attaque contre un commissariat de Joué-lès-Tours de 2014 est une attaque terroriste durant laquelle un individu armé d'un couteau, pénètre dans le commissariat de Joué-lès-Tours, faisant trois blessés dont deux graves. Il est abattu sur les lieux par la police. L'auteur de l'agression est un converti à l'islam, radicalisé récemment. Il a crié « Allahu akbar » durant son agression. Sur sa page Facebook, un drapeau djihadiste de l'État islamique avait été publié.

## Auteur
L'auteur de l'attaque est Bertrand Nzohabonayo, né le 14 août 1994 au Burundi.